# Kézbesítési megbízott

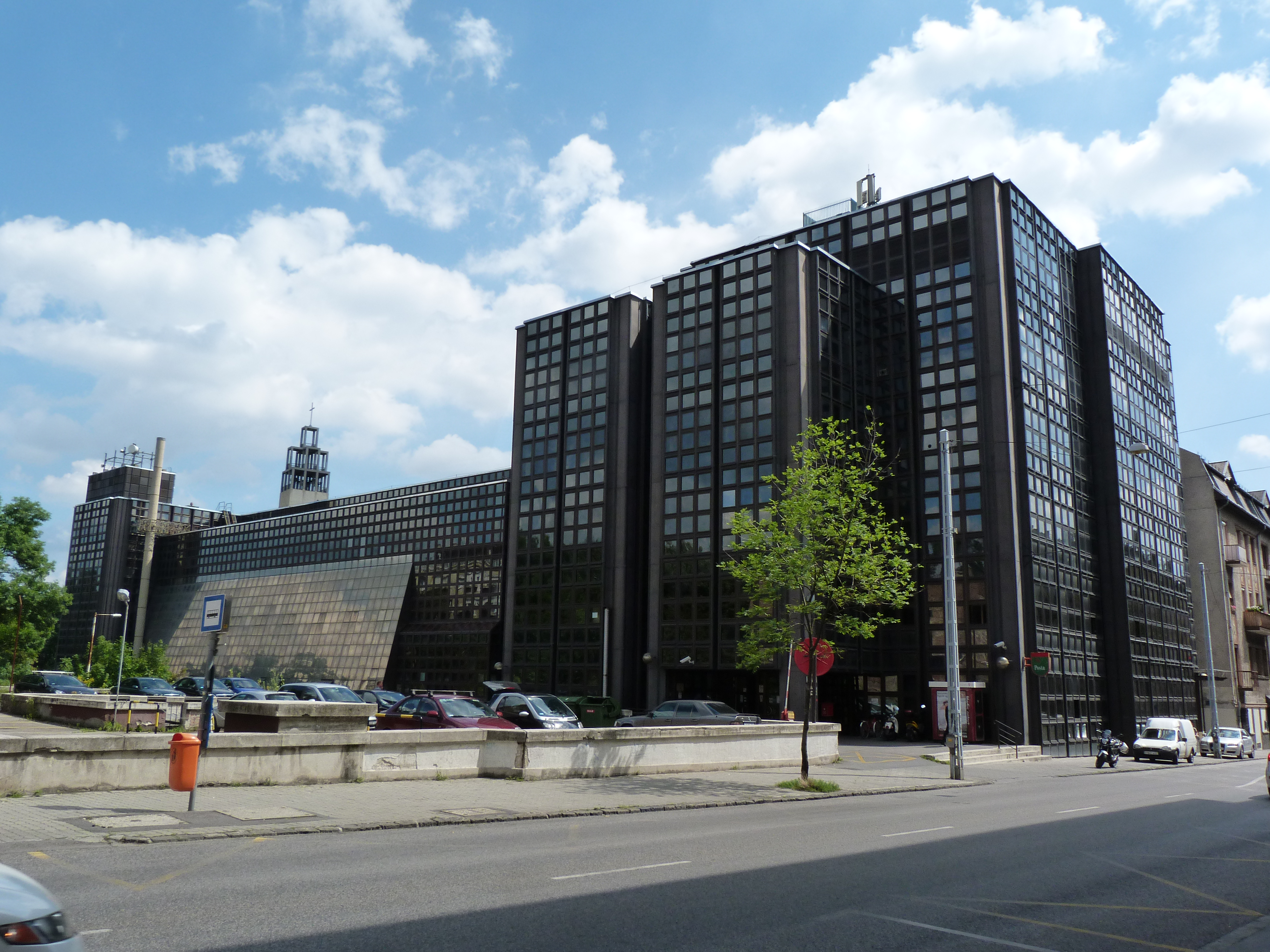
Budai Központi Kézbesítő Posta

Az az állandó magyarországi lakóhellyel rendelkező természetes személy vagy ügyvéd/ügyvédi iroda, akinek feladata a megbízó részére érkező hivatalos küldemények, értesítések átvétele, oly módon, hogy a feladó részére a kézbesítés ténye megállapítható legyen. 
Amennyiben a megbízó részére küldemény érkezik és azt a kézbesítési megbízott átveszi, akkor a küldemény kézbesítettnek tekintendő. 
Jelzáloghitelek esetén, amikor a kölcsön devizabelföldi adósai tartósan külföldön tartózkodnak vagy devizakülföldi személyekről van szó, az ügyletben pedig nem szerepel olyan személy, aki folyamatosan Magyarországon tartózkodik, a pénzintézet által feladott küldeményeket a kézbesítési megbízott veszi át az adós nevében.